# Matthias Schoenaerts
Matthias Schoenaerts (* 8. prosince 1977 Antverpy, Belgie) je belgický herec vlámského původu. Kromě herectví se též věnuje produkci filmů a vytváření uměleckého graffiti.

## Životopis
Narodil se ve vlámské části Belgie, v Antverpách. Jeho otcem byl herec Julien Schoenaerts a matkou kostýmní výtvarnice, překladatelka a učitelka Dominique Wiche. Má staršího nevlastního bratra Bruna, který se živí jako právník. Vyrostl v bilingvální rodině, kde se mluvilo vlámsky a francouzsky. Angličtinu se naučil sledováním amerických filmů.
V roce 1987 se ve svých devíti letech objevil v divadelním představení Malý princ podle knihy Antoina de Saint-Exupérho. Představení režíroval jeho otec a jeho matka do hry vytvořila kostýmy.
V dospívání začal vytvářet graffiti pod pseudonymem „Zenith“. Dostal se do New Yorku, kde spolupracoval se skupinou TATS CRU. Téměř se stal profesionálním fotbalistou, ale ve věku šestnácti let od tohoto záměru opustil.

## Kariéra
Ve třinácti letech přišel jeho filmový debut, když se objevil v malé roli v belgickém filmu Daens, který byl nominován na Oscara pro nejlepší zahraniční film. V roce 2003 byl společností European Film Promotion označen jednou z „evropských vycházejících hvězd“. Po studiu na Akademii dramatických umění v Antverpách se objevil v několika krátkých i celovečerních filmech. V roce 2008 ztvárnil Boba v hororu Levý břeh a Filipa ve filmu Loft, který se stal komerčně nejúspěšnějším vlámským filmem.
V roce 2011 si zahrál hlavní roli v dramatu Býčí šíje. Jeho výkon byl velmi dobře hodnocen kritiky a získal cenu pro nejlepšího herce na Filmovém festivalu v Palm Springs. Porota vyzdvihla hercovo „vynikající ztvárnění nevinného a citlivého muže uvězněného v bojovném těle“. Za roli též získal cenu Magritte Award.
V roce 2012 se společně s Marion Cotillard objevil ve filmu Na dřeň režiséra Jacquesa Audiarda. Za tuto roli získal cenu César v kategorii nejslibnější herec. O dva roky později se s Marion Corillard opět setkal, a to v thrilleru Pokrevní pouto.
V letech 2014 a 2015 ztvárnil celkem osm filmových rolí. V americkém remaku belgického filmu Loft ztvárnil stejnou roli, ve Suite française ztvárnil německého vojáka Bruna a sekal se zde s Michelle Williamsovou a Kristin Scott Thomas. Ve filmu Thomase Vinterberga Daleko od hlučícího davu ztělesnil Gabriela Oaka a v kostýmním dramatu Králova zahradnice se objevil po boku Kate Winsletové jako André Le Nôtre. Též si zahrál vojáka trpícího posttraumatickou stresovou poruchou ve francouzském thrilleru Maryland, Paula v thrilleru Oslněni sluncem a Hanse v dramatu Dánská dívka.
V červenci 2015 byl francouzským ministerstvem kultury jmenován rytířem Řádu umění a literatury.

## Filmografie
| Rok  | Název                                       | Role                |
| ---- | ------------------------------------------- | ------------------- |
| 1992 | Daens                                       | Wannes Scholliers   |
| 2001 | Flikken                                     | Jens Goossens       |
| 2002 | Stille waters                               | výzkumník           |
| 2002 | Holčička                                    | Oskar               |
| 2003 | Any Way the Wind Blows                      | Chouki              |
| 2004 | Ellektra                                    | DJ Cosmonaut X      |
| 2006 | Dennis van Rita                             | Dennis              |
| 2006 | Černá kniha                                 | Joop                |
| 2007 | De Muze                                     | John                |
| 2007 | Nadine                                      | Cornee              |
| 2008 | Levý břeh                                   | Bob                 |
| 2008 | Loft                                        | Filip Willems       |
| 2008 | De Smaak van De Keyser                      | Alfred Lenaerts     |
| 2009 | Má princezna Karo                           | Raven               |
| 2009 | Los zand                                    | Vincent Vandeweghe  |
| 2010 | La Meute                                    | Gothic              |
| 2010 | Pulsar                                      | Samuel Verbist      |
| 2010 | Duts                                        |                     |
| 2011 | Býčí šíje                                   | Jacky Vanmarsenille |
| 2011 | De President                                | Boyko               |
| 2011 | Hříšní lidé města Oss                       | Ties van Heesch     |
| 2012 | Na dřeň                                     | Ali                 |
| 2013 | Pokrevní pouto                              | Anthony Scarfo      |
| 2014 | Špinavý prachy                              | Eric Deeds          |
| 2014 | Loft                                        | Philip Williams     |
| 2014 | Suite française                             | Bruno von Falk      |
| 2014 | Králova zahradnice                          | André Le Nôtre      |
| 2015 | Daleko od hlučícího davu                    | Gabriel Oak         |
| 2015 | Maryland                                    | Vincent             |
| 2015 | Oslněni sluncem                             | Paul De Smedt       |
| 2015 | Dánská dívka                                | Hans Axgil          |
| 2017 | The Racer and the Jailbird a.k.a. Le Fidèle | Gigi                |
| 2017 | Our Souls at Night                          | Gene                |
| 2018 | Radegund                                    | Captain Herder      |
| 2018 | Rudá volavka                                | Váňa Jegorov        |
| 2018 | Kursk                                       | Michail Kalekov     |

### Krátké filmy
| Rok  | Název                                        | Role           |
| ---- | -------------------------------------------- | -------------- |
| 2002 | De blauwe roos                               | Minnaar        |
| 2002 | Waternimf                                    |                |
| 2003 | Zien                                         | muž            |
| 2004 | Je veux quelque chose et je ne sais pas quoi | Jaap           |
| 2004 | A Message from Outer Space                   | Frits          |
| 2004 | Gender                                       |                |
| 2005 | Another Day                                  | muž            |
| 2005 | Het einde van de rit                         | Samuel         |
| 2005 | Dochter                                      | Mattias        |
| 2005 | Exit                                         | Anthony        |
| 2005 | The One Thing to Do                          | Edward Monskii |
| 2006 | Retour                                       | Maxime         |
| 2008 | Tunnelrat                                    | John Atkins    |
| 2009 | Afterday                                     | Jef            |
| 2011 | Injury Time                                  | Van Dessel     |
| 2012 | Mrtvý stín                                   | Nathan Rijckx  |